# سمیر الرفاعی
سمیر الرفاعی (عربی: سمير زيد الرفاعي؛ زادهٔ ۱ ژوئیهٔ ۱۹۶۶) یک سیاست‌مدار اهل اردن است.

## زندگی‌نامه
الرفاعی در یک خانواده برجسته سیاسی اردن به‌دنیا آمد. او پسر زید الرفاعی، نخست‌وزیر سابق و نوه سمیر الرفاعی، نخست‌وزیر سابق و نوه نخست‌وزیر سابق، بهجت طالونی است. الرفاعی مدرک لیسانس خود را در مطالعات خاورمیانه و مدرک تحصیلی در اقتصاد را از دانشگاه هاروارد در سال ۱۹۸۸ دریافت کرد. او مدرک کارشناسی ارشد خود را در رشته روابط بین‌الملل از دانشگاه کمبریج در سال ۱۹۸۹ به دست آورد.